# Cristina Morató
Cristina Morató (1961) es una periodista, reportera, escritora y directora de programas de televisión española, nació en Barcelona en 1961, donde estudió periodismo en la Universidad de Ciencias de la Información de Bellaterra. 

## Viajes
Lleva dos décadas recorriendo el mundo con su cámara fotográfica, especialmente América Latina, África y Asia. Ha visitado más de cuarenta países, en los que ha realizado extensos reportajes culturales y antropológicos. Es Miembro Fundador de la Sociedad Geográfica Española. También es miembro de la prestigiosa Royal Geographical Society de Londres. En el 2000 decidió dejar definitivamente la dirección de programas de televisión y dedicarse a viajar y a escribir libros sobre las grandes exploradoras del pasado olvidadas por la Historia. 
Hasta el momento ha publicado, con gran éxito de crítica y lectores, los siguientes libros sobre las viajeras del pasado: Viajeras intrépidas y aventureras (2001), Las Reinas de África (2003), Las Damas de Oriente, grandes viajeras por los países árabes (2006) y Cautiva en Arabia (2009), una apasionante biografía sobre una aventurera y espía vasco-francesa que en los años treinta vivió en Siria y trató de llegar a La Meca. Tras este llegaron Divas Rebeldes (2010), en el que se recogen las biografías de siete grandes divas del siglo XX, entre ellas, Coco Chanel y Maria Callas, y Reinas Malditas (2014) donde se muestra el lado más humano y menos conocido de mujeres como la Emperatriz Sissi o María Antonieta, condenadas a soportar la pesada carga de sus coronas. Después volvió a dedicar un libro a una sola mujer en Divina Lola (2017), en el que descubre la apasionante historia de Elisabeth Gilbert, la irlandesa que fingió ser una bailarina andaluza llamada Lola Montes, y que encandiló al mundo con su arrebatadora belleza. En último libro Reinas de Leyenda, nos narra las vidas de Catalina de Aragón, Isabel I de Inglaterra, Carlota de México, Catalina la Grande y la emperatriz Cixi.
En 1982, con apenas 20 años y aún estudiante de periodismo, decide viajar a Centroamérica para trabajar como reportera de guerra. Recorre Nicaragua, Honduras y El Salvador realizando varios reportajes en los campos de refugiados y reflejando en sus fotografías, entonces en blanco y negro, la vida de los indios misquitos en Nicaragua y la situación de los refugiados salvadoreños en Honduras. Tras esta dura experiencia, decide seguir viajando como reportera por el mundo, pero a partir de entonces lo hará fotografiando en color, y dedicándose principalmente, a realizar reportajes sobre la situación de las mujeres en los países en vías de desarrollo, y fotografiando las señas de identidad de los pueblos indígenas (mayas, indios amazónicos o tribus del norte de Tailandia), temas en los que se ha especializado en los últimos diez años.
Al año siguiente, 1983, viaja por primera vez a África, a Guinea Ecuatorial, donde permanece tres meses en la ciudad de Evinayong, en el interior de Río Muni, realizando un amplio reportaje sobre la vida de los cooperantes españoles en la antigua colonia española y la vida de las mujeres en las aldeas de las zonas rurales. 
En 1985 regresa a África, en esta ocasión al antiguo Zaire, actual República Democrática del Congo, donde permanece nueve meses en el hospital de Buta trabajando como Intendente de la Cooperación Sanitaria Española. En aquel viaje, atraída por la figura de la primatóloga Dian Fossey, visita en los montes Virunga a los últimos gorilas de montaña y realiza un extenso reportaje de la región así como de los parques naturales más importantes del país. 
A este viaje le seguirán otros más por el continente africano, en busca de los escenarios de las grandes exploraciones europeas del siglo XIX. En 1987 viaja a Senegal varios meses, vive una temporada en la isla de Gorée, frente a las costas de Dakar, dedicada a fotografiar la isla y a los descendientes de los esclavos africanos que de ahí partían hacia América. Asimismo realiza una investigación antropológica sobre las mujeres llamadas Signares, que habitan Gorée y la ciudad de Saint Louis. También recorre la región de la Casamance donde se aloja en las llamadas casas impluvium de adobe y fotografía su original arquitectura a punto de desaparecer.
En 1993 recorre Uganda, Tanzania y Kenia en busca de los mitos blancos del continente negro. Le acompaña el escritor y viajero  Javier Reverte. Durante este viaje, y en los cuatro meses siguientes, invitada por el gobierno de Uganda, explora las míticas fuentes del Nilo Blanco, las cataratas Murchinson, y los escenarios que en el siglo XIX recorrieron los más famosos exploradores británicos de la talla de Richard Francis Burton, Speke o Henry Morton Stanley. Tras este viaje publicará un buen número de artículos sobre dichos exploradores decimonónicos, y muy especialmente sobre sus esposas, olvidadas por la historia, que tanto les ayudaron a formar parte de ella. Destacan Isabel Burton, Florence Baker o Mary Livingstone. 
En el continente americano, ha realizado un buen número de reportajes en Costa Rica, Nicaragua, Honduras y Panamá. En 1986 viajó a la Argentina, y durante un año vivió en este país viajando desde la Patagonia al sur, a Salta. A lo largo de su estancia en este país viajó a Tierra del Fuego y en la ciudad de Ushuaia hizo realidad uno de sus sueños: viajar en velero al cabo de Hornos, tras una travesía realmente dura y a bordo de un velero propiedad del que fuera capitán del Calypso –el barco del célebre Jacques Cousteau-, Jean Paul-Bassaget consiguió circunnavegar el Cabo de Hornos y realizar un gran reportaje de esta región desolada, fértil en naufragios y leyendas.
Poco tiempo después viaja a Colombia, donde permanece cuatro meses recorriendo el país, y muy especialmente, la región de La Guajira, en la frontera con Venezuela. Allí fotografía los escenarios literarios que inspiraron al escritor Gabriel García Márquez. Cartagena de Indias, las islas de Providencia y San Andrés, serán el motivo de otro de sus artículos sobre el Caribe y sus habitantes descendientes de los esclavos negros.
Enamorada del continente asiático, a partir de 1990 comenzó a recorrer, entre otros países, Sri Lanka (el antiguo Ceylán), y sobre todo la región norte de Tailandia donde ha pasado largas temporadas conviviendo con las tribus de las montañas y fotografiando sus rituales y rica vestimenta.
En 1997 se casó en la aldea maya de Zinacantán en el Estado de Chiapas en México en una boda maya tradicional. En 1999 tuvo a su único hijo, Alejandro Diéguez Morató.

## Literatura
Ha colaborado en distintos proyectos editoriales, entre ellos el libro Los peores viajes de nuestra vida (Plaza & Janés), y en estos últimos seis años se ha dedicado a rescatar del olvido a las grandes viajeras y exploradoras de la historia, publicando tres libros de gran éxito, y dando a conocer en España las hazañas, de las más grandes viajeras británicas del siglo XIX: 
Viajeras intrépidas y aventureras, prologado por Manu Leguineche, es un ensayo que recoge las extraordinarias aventuras de las más famosas viajeras de la historia, desde las primeras peregrinas de los santos lugares a las incansables exploradoras de los más recónditos rincones del planeta. Este primer libro de Cristina dedicado a la mujer viajera tuvo gran difusión y puso de moda la literatura femenina de viajes en España.
Las reinas de África es un homenaje a las mujeres que recorrieron el continente africano desde el siglo XlX a principios del XX. El libro fue un éxito de ventas y ha sido traducido a varios idiomas. 
Las damas de Oriente, grandes viajeras por los países árabes, reúne siete biografías sobre grandes exploradoras y viajeras de los siglos XIX y XX, en su mayoría británicas, que recorrieron Oriente Próximo atraídas por el mundo árabe. 
Cautiva en Arabia es su primera biografía, dedicada a la condesa Marga d'Andurain, espía y aventurera en Oriente Próximo, y que fue traducida al portugués en el 2010. 
Divas Rebeldes. En él se ocupa de las vidas de siete iconos de la rebeldía femenina del pasado siglo: Maria Callas, Coco Chanel, Wallis Simpson, Eva Perón, Barbara Hutton, Audrey Hepburn y Jackie Kennedy.
Reinas Malditas. Así fueron y así vivieron seis reinas legendarias tan extraordinarias como desconocidas, aunque infinidad de películas y novelas nos hayan mostrado su lado más glamuroso. La emperatriz Sissí, Alejandra Romanov, Cristina de Suecia, Eugenia de Montijo, Victoria de Inglaterra y María Antonieta; nos enseña su lado más humano, lo que la historia oficial no contó de ellas. Excéntricas, caprichosas, comprometidas, beatas, rebeldes, ambiciosas, valientes... Algunas tuvieron un final trágico que las convirtió en leyenda; otras fueron testigos de excepción del ocaso de su imperio, pero todas ellas fueron -más allá del lujo y el esplendor de la corte- mujeres de carne y hueso que no pudieron elegir su destino. Estas son las apasionantes historias de seis reinas inolvidables.
Divina Lola. Ni se llamaba Lola Montes ni era española pero encandiló a toda una época con su arrebatadora belleza y pasional temperamento. Bailarina, aventurera y cortesana, su vida fue una sucesión de viajes, escándalos y excentricidades. Haciéndose pasar por bailarina andaluza, debutó en los teatros más importantes del mundo aunque su talento artístico dejaba mucho que desear. Pero nada impidió que la irlandesa Elisabeth Gilbert, su verdadero nombre, triunfara en todo lo que hizo. Se codeó con los literatos, políticos, músicos y aristócratas más célebres de la época, como Alejandro Dumas, Honoré de Balzac y George Sand. Se casó en tres ocasiones y tuvo una larga lista de amantes, entre ellos el compositor Franz Liszt con quien vivió una apasionado romance. Y, sobre todo, enamoró al rey Luis l de Baviera, quien la nombró condesa de Landsfeld. Por su amor se vio obligado a abdicar en 1848. Divina Lola nos traslada a escenarios exóticos y remotos, desde su Irlanda natal hasta la magia de la India; a ciudades como París, Londres, Múnich, donde deslumbró con sus «danzas españolas», y a las peligrosas tierras de California y Australia donde vivió como una intrépida pionera.
Diosas de Hollywood. Las luces y las sombras de 4 grandes estrellas de cine cuyas vidas nos trasladan a la época dorada de Hollywood. El lado más humano de Ava Gardner, Grace Kelly, Rita Hayworth y Elizabeth Taylor, más allá del glamur. Vidas marcadas por la soledad, los divorcios, las adicciones, los malos tratos y los desengaños.
Reinas de Leyenda. Reúne las biografías de 5 reinas y emperatrices de distintas épocas y dinastías mostrándonos su lado más humano: Catalina de Aragón, Isabel I de Inglaterra, Carlota de México, Catalina de Rusia y la emperatriz Cixí. Unas reinas maltratadas por la historia y que, sin embargo, gracias a su valor, inteligencia y ambición gobernaron con mano firme grandes imperios.

## Otros trabajos: prensa, radio y televisión
Con tan sólo 24 años debutó ante las cámaras de Televisión española presentando el programa Plató vacío (1986), un magazín con música y entrevistas.
Posteriormente colaboraría con Jesús Hermida y María Teresa Campos en A mi manera (1989-1990) y Esta es su casa (1990-1991), respectivamente.
Hasta que en 1993 fue contratada por Telemadrid, donde condujo el programa de crónica negra, Sucedió en Madrid (1993-1994). En 1997, en la misma cadena dirigió el espacio de testimonios presentado por Gemma Nierga Hablando con Gemma , en 1998 el programa de debate Todo depende, con Jordi González y en 2000 un espacio similar Quédate conmigo, con Ely del Valle para Telecinco.
Ha tenido una columna de opinión mensual titulada Entre Nosotras en el suplemento femenino Mujer de Hoy.
También ha escrito series de biografías en la revista Hola -Aventureras de Película, Vidas Rebeldes y Mujeres de Leyenda- y vive volcada en la escritura.
Tiene una cuenta de Instagram @cristina.morato.oficial con más de 200.000 seguidores dónde sigue día a día su labor de divulgación de historias de mujeres olvidadas.

## Premios
En tres ocasiones ha ganado el premio Pluma de Plata, concedido por la Secretaría de Turismo de México al mejor artículo escrito sobre este país en prensa española. 
En 2003 recibió del gobierno de Tailandia – Ministerio de Turismo-  el premio “Friend of Thailand" (Amigo de Tailandia) por la difusión de este país asiático en España. Es la primera periodista española en obtener este premio, y la única hasta la fecha.
También recibió el Premio Internacional Madrid Woman´s Week en el 2020 en la Categoría de Mujer y Cultura. Y acaba de ser incluida en la Lista Forbes de las 30 Mujeres más Influyentes en Turismo y Cultura en España.

## Exposiciones
Como fotógrafa ha realizado en España varias exposiciones fotográficas: Los Hijos del Maíz (l993), sobre la vestimenta y rituales mayas; y Oaxaca: El País de las Nubes (l994), acerca de los paisajes y las gentes de este hermoso estado mexicano. 
Atraída por la cultura de los indígenas mayas y sus magníficos textiles, durante más de diez años ha recorrido distintas aldeas de la región de los Cuchumatanes en Guatemala y los pueblos de las Tierras Altas de Chiapas, en México, fotografiando sus rituales y su rica vestimenta ceremonial. Ha realizado varias exposiciones sobre los Textiles Mayas en Barcelona y Madrid.